# Shijiazhuang
Shijiazhuang (en xinès: 石家庄; pinyin: Shíjiāzhuāng) és la capital i la ciutat més gran de la província de Hebei, regió del nord de la Xina. Es troba a uns 263 quilòmetres al sud-oest de Beijing, i administra 8 districtes, 2 ciutats districte, i 12 comtats.
En el cens de 2010, tenia una població total de 10.163.788 habitants, amb 2.766.614 en l'àrea urbana i 4.770.400 en l'àrea metropolitana que comprèn els 5 districtes urbans, els comtats de Zhengding i Luancheng, Luquan i també Gaocheng, en gran part conurbada amb l'àrea metropolitana de Shijiazhuang. La població total de Shijiazhuang es pot classificar com la dotzena a la Xina continental.
Shijiazhuang és una ciutat moderna i pròspera. Ha experimentat un creixement espectacular després de la fundació de la República Popular Xina el 1949. La població de la zona metropolitana s'ha més que quadruplicat en tan sols 30 anys a conseqüència de la industrialització ràpida i el desenvolupament d'infraestructures. Shijiazhuang és un important centre de comunicacions, que ha contribuït al creixement i el desenvolupament ràpid de la ciutat. De 2008 a 2011, Shijiazhuang va implementar un pla de tres anys que va concloure amb la reorganització de la ciutat que resultà en un augment de les zones verdes i la millora de la urbanització (nous edificis i carreteres). El pla de tres anys va ser un èxit i fins i tot després de la seva finalització, la ciutat segueix beneficiant-se dels grans projectes que es van implementar amb l'obertura d'una nova estació de tren, un nou aeroport i un sistema de metro.
Shijiazhuang es troba a l'est de les muntanyes Taihang (en xinès: 太行山, pinyin: Tàiháng shān), una cadena muntanyosa que s'estén més de 400 quilòmetres de nord a sud amb una altitud mitjana de 1.500 a 2.000 metres. Això fa de Shijiazhuang un indret ideal per practicar senderisme, excursions a l'aire lliure i ciclisme.